# 김진탁
김진탁(金晉卓, 일본식 이름: 八田晉하치다 아키, 1895년 12월 13일 ~ ?)은 일제강점기의 경찰로, 본적은 경상북도 상주군 모서면이다.

## 생애
1913년부터 1919년까지 대구헌병대 헌병보조원(1913년 5월 1일 ~ 1918년 4월 19일)과 감독헌병보조원(1918년 4월 19일 ~ 1919년 8월 20일)으로 재직했으며 1919년 8월 20일 조선총독부 경상북도 순사로 임명되었다. 1921년 6월 30일부터 1922년 3월 31일까지 경상북도 순사부장을 역임했고 1922년 2월 도경부보 시험에 합격했다. 경상북도 선산경찰서(1922년 3월 31일 ~ 1925년)와 경상북도 영천경찰서(1926년 ~ 1930년 3월 31일), 경상북도 왜관경찰서(1930년 4월 1일 ~ 1936년)에서 경부보로 근무했으며 1932년 10월 1일 일본 정부로부터 조선 쇼와 5년 국세 조사 기념장을 받았다.
경상북도 왜관경찰서 경부보로 재직 중이던 1931년에 일어난 만주 사변 당시 일본군의 군수 물자 수송과 사찰, 철도 및 전신, 전화 경계, 국방관념 보급에 협조했다. 1934년 8월 24일 만주 사변에 협력한 공로를 인정받아 조선총독부로부터 위로 갑(慰勞 甲)에 상신되었고 일본 정부로부터 만주 사변 종군기장에 상신되었다. 1935년 10월 1일 일본 정부로부터 시정 25주년 기념 표창을 받았으며 1937년부터 1939년까지 경상북도 안동경찰서 경부와 고등위생주임을 역임했다. 1938년부터 1939년까지 대구보호관찰소 촉탁보호사를 겸임했고 1940년 2월 2일부터 1941년까지 경상북도 포항경찰서 고등위생주임 경부로 재직했다.
중일 전쟁 당시 동원 업무와 일본군의 군수물자 수송, 군사기밀 보호에 협조했으며 방공협회 안동지부 및 안동방공단 상임간사를 역임하는 동안 방공방첩 사상 보급에 주력했다. 60회에 걸쳐 총 60,000여 명을 동원한 시국좌담회에서 기독교 신자들에게 신사 참배에 참여하도록 지시하는 한편 양반과 유생들에게 시국인식을 보급했다. 또한 지원병 지원자 수를 증가시켰고 국방헌금자를 지속적으로 배출시켰다.
1939년 7월 11일 일본 정부로부터 훈8등 서보장을 받았으며 1940년 4월 29일 중일 전쟁에 협력한 공로를 인정받아 조선총독부로부터 공로(功勞)에 상신되었다. 1944년 5월 조선총독부 경상북도 경시를 끝으로 퇴임했다. 민족문제연구소의 친일인명사전 수록자 명단의 경찰 부문, 친일반민족행위진상규명위원회가 발표한 친일반민족행위 705인 명단에 포함되었다.

## 참고자료
- 친일반민족행위진상규명위원회 (2009). 〈김진탁〉. 《친일반민족행위진상규명 보고서 Ⅳ-4》. 서울. 286~294쪽.